# Gewellte Wasserähre
Die Gewellte Wasserähre (Aponogeton undulatus) ist eine amphibisch lebende Pflanze aus der Familie der Wasserährengewächse.

## Beschreibung
Die mehrjährige krautige Pflanze bildet eine Knolle aus. Ihre sehr zarten und am Rand gewellten mittelgrünen Blätter sind bandförmig und wachsen aus einer Rosette heraus. Ihre Wuchshöhe beträgt 20 bis 40 Zentimeter.
Die Chromosomenzahl beträgt 2n = etwa 70 oder etwa 74.

## Vorkommen
Die Pflanze hat ihr natürliches Verbreitungsgebiet im südlichen Asien und kommt vom nördlichen Indien bis Thailand und Myanmar, in Malaysia (Johor) und auf Borneo vor.

## Verwendung in der Aquaristik
Wie eine ganze Reihe der Wasserähren wird auch diese Pflanze im Fachhandel zur Bepflanzung von Aquarien angeboten. Diese Art gehört anders als die meisten Wasserähren-Arten zu den problemlosen Aquarienpflanzen. Sie benötigt keine Ruhezeit, in der sich die Knolle regenerieren kann und lässt sich leicht vermehren. Der Lichtbedarf dieser Pflanzenart ist mittel bis hoch. Es ist auch keine zusätzliche Kohlenstoffdioxid-Düngung notwendig.
Die Gewellte Wasserähre benötigt Wassertemperaturen zwischen 22 und 28 Grad Celsius. Sie eignet sich im Aquarium für die Bepflanzung des Hintergrunds und der Mittelzone und kann auch als Solitärpflanze verwendet werden. Aufgrund der Größe sollte das Aquarium, in dem sie gepflegt wird, mindestens 100 Liter Wasser fassen.